# Gare de Saint-Paul-de-Varax
Gare de Saint-Paul-de-Varax vasútállomás Franciaországban, Saint-Paul-de-Varax településen.

## Vasútvonalak
Az állomást az alábbi vasútvonalak érintik:
- Lyon-Saint-Clair-Bourg-en-Bresse-vasútvonal

## Kapcsolódó állomások
A vasútállomáshoz az alábbi állomások vannak a legközelebb:
- Gare de Marlieux - Châtillon
- Gare de Servas - Lent